# Amethistblauwtje
Het amethistblauwtje (Zizeeria knysna) is een vlinder uit de familie van de Lycaenidae, de kleine pages, vuurvlinders en blauwtjes. De spanwijdte is 10 tot 12 millimeter. De vlinder vliegt tot een hoogte van 1800 meter boven zeeniveau. De vliegtijd is vrijwel gedurende het hele jaar.
De waardplanten van het amethistblauwtje zijn rupsklaver, Melilotus, Acanthyllis, Armeria delicatula, Polygonum equisetiforme, Tribulus terrestris en klaverzuring.
Het amethistblauwtje komt voor in Zuidwest-Europa en Afrika met uitzondering van het oosten van Algerije, Tunesië, Libië, Egypte en Soedan.